# Epsilonema lasium
Epsilonema lasium is een rondwormensoort uit de familie van de Epsilonematidae. De wetenschappelijke naam van de soort is voor het eerst geldig gepubliceerd door Lorenzen.